# Fiji vid världsmästerskapen i simsport 2022
Fiji tävlade vid världsmästerskapen i simsport 2022 i Budapest i Ungern mellan den 17 juni och 3 juli 2022. Fiji hade en trupp på två idrottare.

## Simning
| Idrottare       | Gren                         | Heat    | Heat      | Semifinal        | Semifinal        | Final            | Final            |
| Idrottare       | Gren                         | Tid     | Placering | Tid              | Placering        | Tid              | Placering        |
| --------------- | ---------------------------- | ------- | --------- | ---------------- | ---------------- | ---------------- | ---------------- |
| Cheyenne Rova   | Damernas 50 meter frisim     | 27,82   | 50        | Gick inte vidare | Gick inte vidare | Gick inte vidare | Gick inte vidare |
| Cheyenne Rova   | Damernas 100 meter frisim    | 1.00,75 | 40        | Gick inte vidare | Gick inte vidare | Gick inte vidare | Gick inte vidare |
| Taichi Vakasama | Herrarnas 100 meter bröstsim | 1.02,86 | 37        | Gick inte vidare | Gick inte vidare | Gick inte vidare | Gick inte vidare |
| Taichi Vakasama | Herrarnas 200 meter bröstsim | 2.17,49 | 30        | Gick inte vidare | Gick inte vidare | Gick inte vidare | Gick inte vidare |